# Prezydenci Białegostoku
Prezydent miasta Białegostoku – zgodnie z ustawą o samorządzie gminnym, jest najwyższym organem wykonawczym, kieruje bieżącymi sprawami miasta i reprezentuje je na zewnątrz.

## Wybór
Prezydent miasta wybierany jest przez mieszkańców w wyborach powszechnych, równych, bezpośrednich i w głosowaniu tajnym, w trakcie ogólnopolskich wyborów samorządowych, które odbywają się co 5 lat od 2018 r.; w latach 1998−2017 odbywały się co 4 lata. Przed rokiem 2002, prezydent był wybierany przez radę miasta.

## Kompetencje
Do zadań prezydenta Białegostoku należą w szczególności:
- przygotowywanie projektów i wykonywanie uchwał Rady Miejskiej,
- zbieranie danych i analizowanie zjawisk we wszystkich istotnych dziedzinach funkcjonowania miasta, w tym również w dziedzinach podległych administracji rządowej oraz składanie radzie miasta sprawozdań wraz z wnioskami,
- gospodarowanie mieniem komunalnym,
- zatrudnianie i zwalnianie kierowników miejskich jednostek organizacyjnych,
- udzielanie pełnomocnictw kierownikom miejskich jednostek organizacyjnych nie posiadających osobowości prawnej do zarządzania mieniem tych jednostek oraz wyrażenie zgody na dokonywanie czynności przekraczających zakres stałych umocowań,
- wykonywanie zadań zleconych na podstawie odrębnych ustaw,
- wykonywanie innych zadań zastrzeżonych przepisami prawa do kompetencji Prezydenta.

## Prezydenci i zarządcy Białegostoku

### Zabór rosyjski-Imperium Rosyjskie
| Imię i nazwisko       | Rozpoczęcie sprawowania funkcji | Zakończenie sprawowania funkcji |            |
| --------------------- | ------------------------------- | ------------------------------- | ---------- |
| Franciszek Malinowski | 1871                            | kwiecień 1890                   |            |
| Aleksy Prawiednikow   | 1891                            | ?                               |            |
| Iwan Reszetniew       | 1896                            | 1900                            |            |
| Franciszek Malinowski | 23 grudzień 1904                | czerwiec 1906                   |            |
| Stanisław Wiśniewski  | czerwiec 1906                   | 1908                            |            |
| Włodzimierz Djakow    | grudzień 1909                   | 1915                            | 2 kadencje |

### II Rzeczpospolita
|      | Imię i nazwisko       | Zdjęcie          | Rozpoczęcie sprawowania funkcji | Zakończenie sprawowania funkcji | Uwagi                                        |
| ---- | --------------------- | ---------------- | ------------------------------- | ------------------------------- | -------------------------------------------- |
| p.o. | Józef Karol Puchalski |                  | 12 lutego 1919                  | 7 września 1919                 |                                              |
| 1.   | Bolesław Szymański    |                  | 7 września 1919                 | 26 stycznia 1928                |                                              |
| 2.   | Michał Ostrowski      |                  | 26 stycznia 1928                | 29 października 1928            |                                              |
| p.o. | Wolf Hepner           |                  | 29 października 1928            | 26 listopada 1928               |                                              |
| 3.   | Wincenty Hermanowski  |                  | 26 listopada 1928               | 10 sierpnia 1932                |                                              |
| -    | Seweryn Nowakowski    |                  | sierpień 1932                   | wrzesień 1934                   | Komisarz Rządowy Zarządu miasta Białegostoku |
| 4.   | Seweryn Nowakowski    | 12 września 1934 | wrzesień 1939                   |                                 |                                              |

### Polska Rzeczpospolita Ludowa
|    | Imię i nazwisko       | Zdjęcie | Rozpoczęcie sprawowania funkcji | Zakończenie sprawowania funkcji |
| -- | --------------------- | ------- | ------------------------------- | ------------------------------- |
| 1. | Ryszard Gołębiewski   |         | 3 sierpnia 1944                 | 7 sierpnia 1944                 |
| 2. | Witold Wenclik        |         | 31 sierpnia 1944                | 1945                            |
| 3. | Andrzej Krzewniak     |         | 30 maja 1945                    | 31 października 1948            |
| 4. | Władysław Tomaszewicz |         | 24 września 1948                | 1949                            |

Na mocy ustawy z 20 marca 1950 o jednolitości władzy państwowej, zlikwidowano urząd prezydenta miasta. Funkcję tę przejęli Przewodniczący Prezydium Miejskiej Rady Narodowej.
| Lp. | Imię i nazwisko   | Rozpoczęcie sprawowania funkcji | Zakończenie sprawowania funkcji |
| --- | ----------------- | ------------------------------- | ------------------------------- |
| 1.  | Jadwiga Zubrycka  | 1949                            | 1953                            |
| 2.  | Roman Woźniak     | wrzesień 1953                   | wrzesień 1956                   |
| 3.  | Bogdan Załuski    | październik 1956                | wrzesień 1958                   |
| 4.  | Jerzy Krochmalski | 1958                            | 1965                            |
| 5.  | Zygmunt Bezubik   | 1965                            | 1972                            |
| 6.  | Aleksander Czuż   | 1972                            | 1973                            |

Stanowisko prezydenta miasta przywrócono w roku 1973.
|    | Imię i nazwisko     | Rozpoczęcie sprawowania funkcji | Zakończenie sprawowania funkcji |
| -- | ------------------- | ------------------------------- | ------------------------------- |
| 1. | Aleksander Czuż     | 1973                            | 1981                            |
| 2. | Tadeusz Naczas      | 15 października 1981            | czerwiec 1986                   |
| 3. | Zbigniew Zdrojewski | 26 czerwca 1986                 | 1 czerwca 1989                  |
| 4. | Jerzy Czaban        | 21 sierpnia 1989                | 25 czerwca 1990                 |

### III Rzeczpospolita[14]
|    | Imię i nazwisko     | Zdjęcie | Rozpoczęcie sprawowania funkcji | Zakończenie sprawowania funkcji | Uwagi                                                             |
| -- | ------------------- | ------- | ------------------------------- | ------------------------------- | ----------------------------------------------------------------- |
| 1. | Lech Rutkowski      |         | 25 czerwca 1990                 | 19 czerwca 1994                 |                                                                   |
| 2. | Andrzej Piotr Lussa |         | 13 lipca 1994                   | 13 kwietnia 1995                |                                                                   |
| 3. | Krzysztof Jurgiel   |         | 1995                            | 1998                            |                                                                   |
| 4. | Ryszard Tur         |         | 11 października 1998            | 5 grudnia 2006                  | 2 kadencje: 1998-2002, 2002-2006                                  |
| 5. | Tadeusz Truskolaski |         | 5 grudnia 2006                  |                                 | 5 kadencji: 2006-2010, 2010-2014, 2014-2018, 2018-2024, 2024-2029 |